# Auguste Mariette

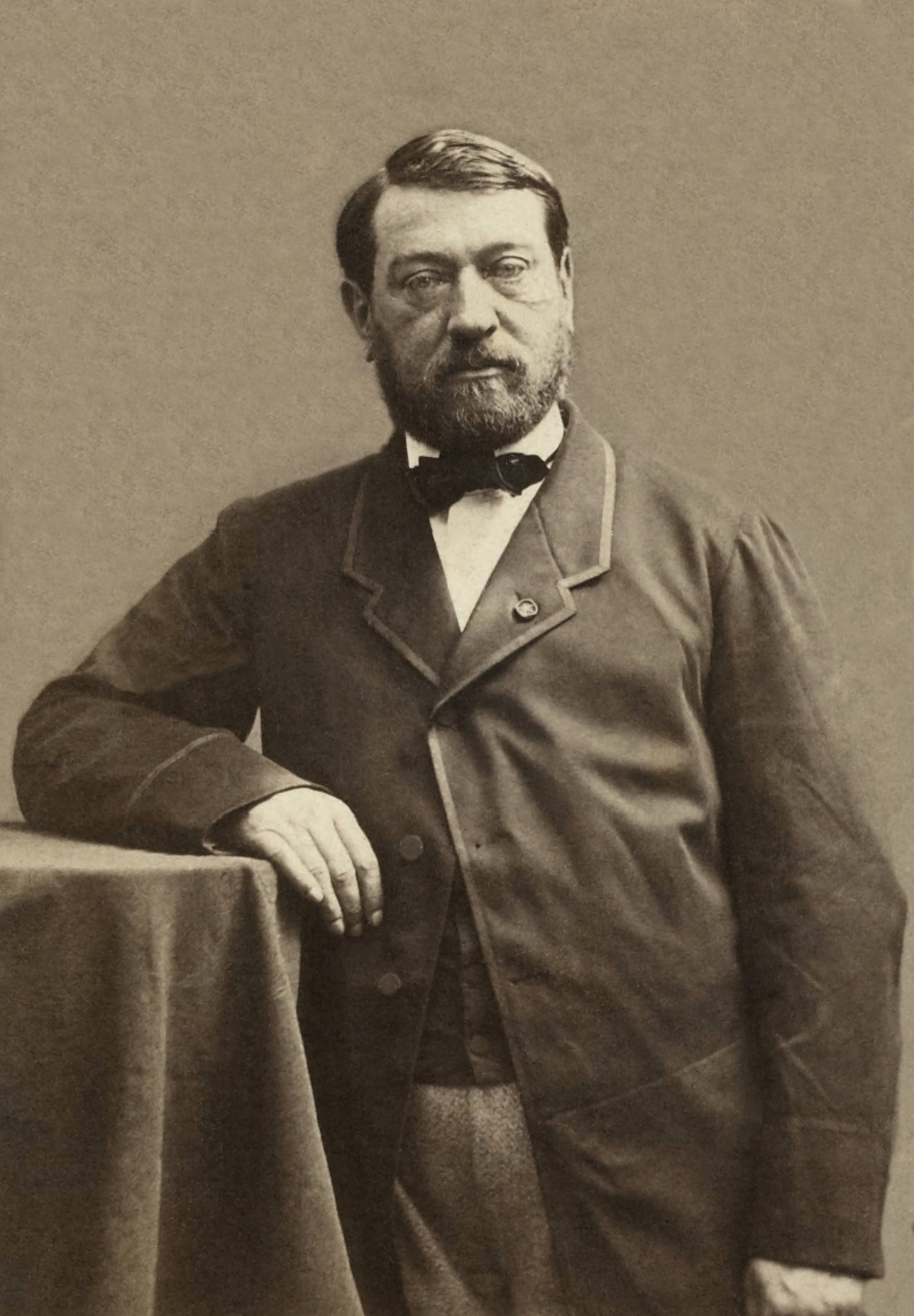
Mariette door Nadar, ca. 1861

Auguste Mariette (Boulogne-sur-Mer, 11 februari 1821 - Bulak (bij Caïro), 18 januari 1881) was een van de eerste professionele egyptologen. Hij heeft talrijke opgravingen verricht en het Egyptisch Museum (Caïro) opgericht.

## Biografie
Via zijn neef kwam hij in aanraking met de egyptologie. Hij raakte erdoor gefascineerd en raakte betrokken bij verschillende musea.
In 1850 ging hij naar Egypte en na een jaar ontdekte hij er het Serapeum van Saqqara waar de heilige stieren van Apis werden begraven. Hij verbleef er nog verschillende jaren en in 1858 richtte hij de Egyptische oudheidkundige Dienst op. Met de ontdekte vondsten richtte hij het Egyptisch museum op.
Auguste Mariette was betrokken bij: 
- opgravingen in de steden: Saqqara, Memphis, Deir el-Bahari, Tanis, Gizeh en de Tempel van Horus te Edfu[3] .
- ontdekking van de daltempel van de piramide van Chefren waar nog talrijke beelden stonden van Chefren zelf.
- verkenning van de piramide van Snofroe te Meidum in 1881.
- ontdekking van het graf van Chaemwase te Saqqara.

Mariette werd begraven in een sarcofaag.

## Galerij

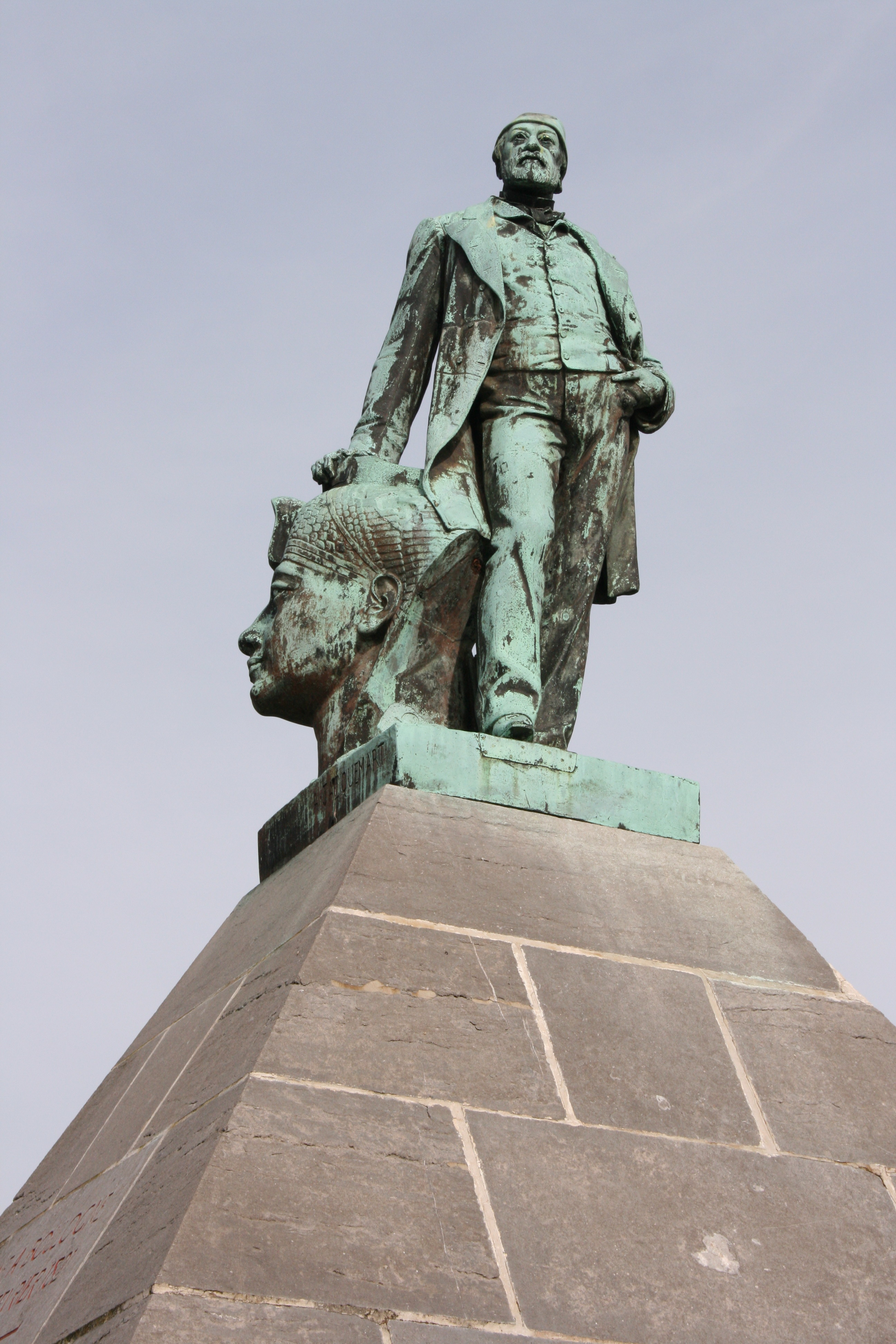
Standbeeld van Auguste Mariette in zijn geboorteplaats Boulogne-sur-Mer
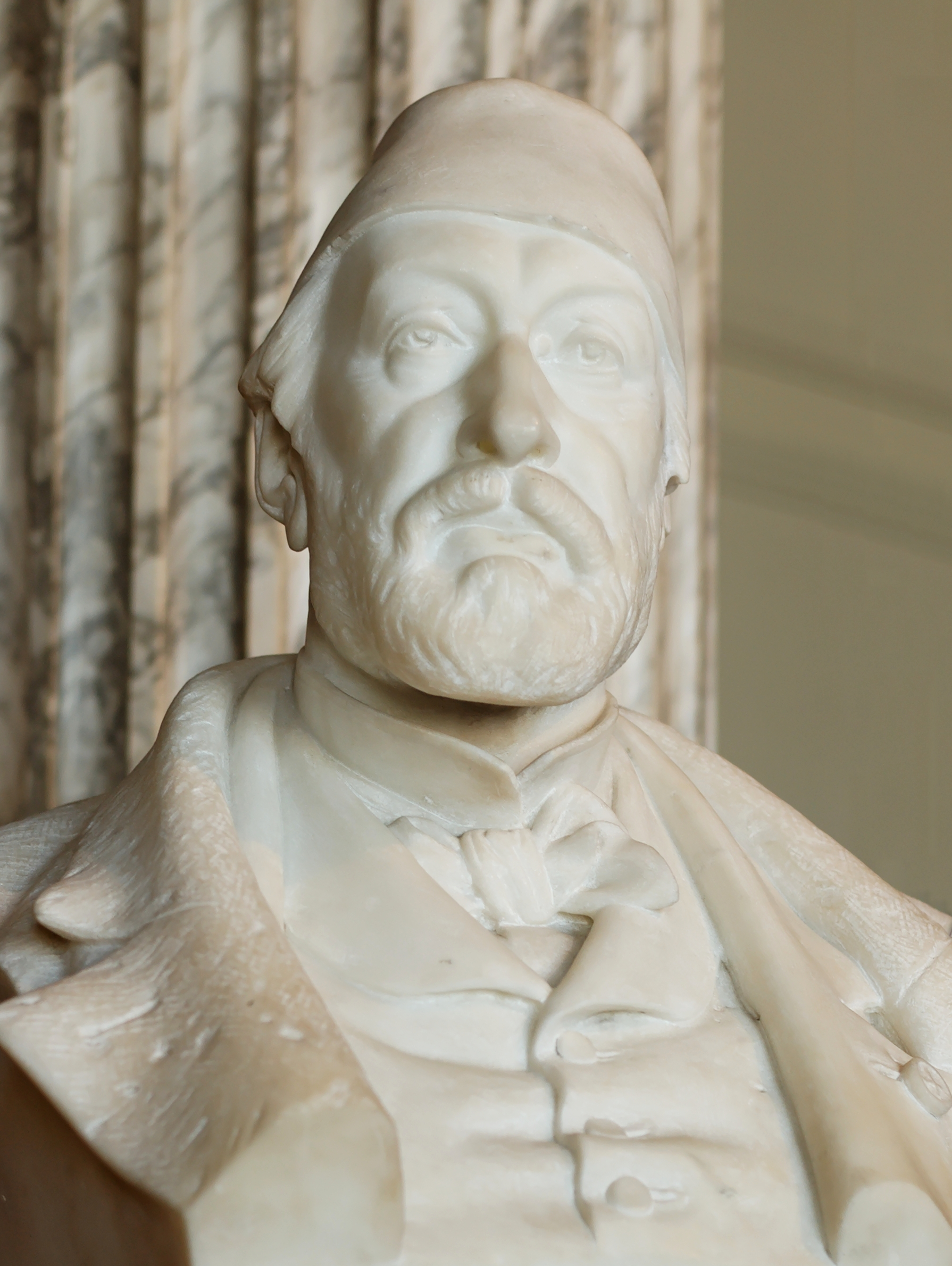
Buste van Auguste Mariette in het Louvre, Frankrijk.
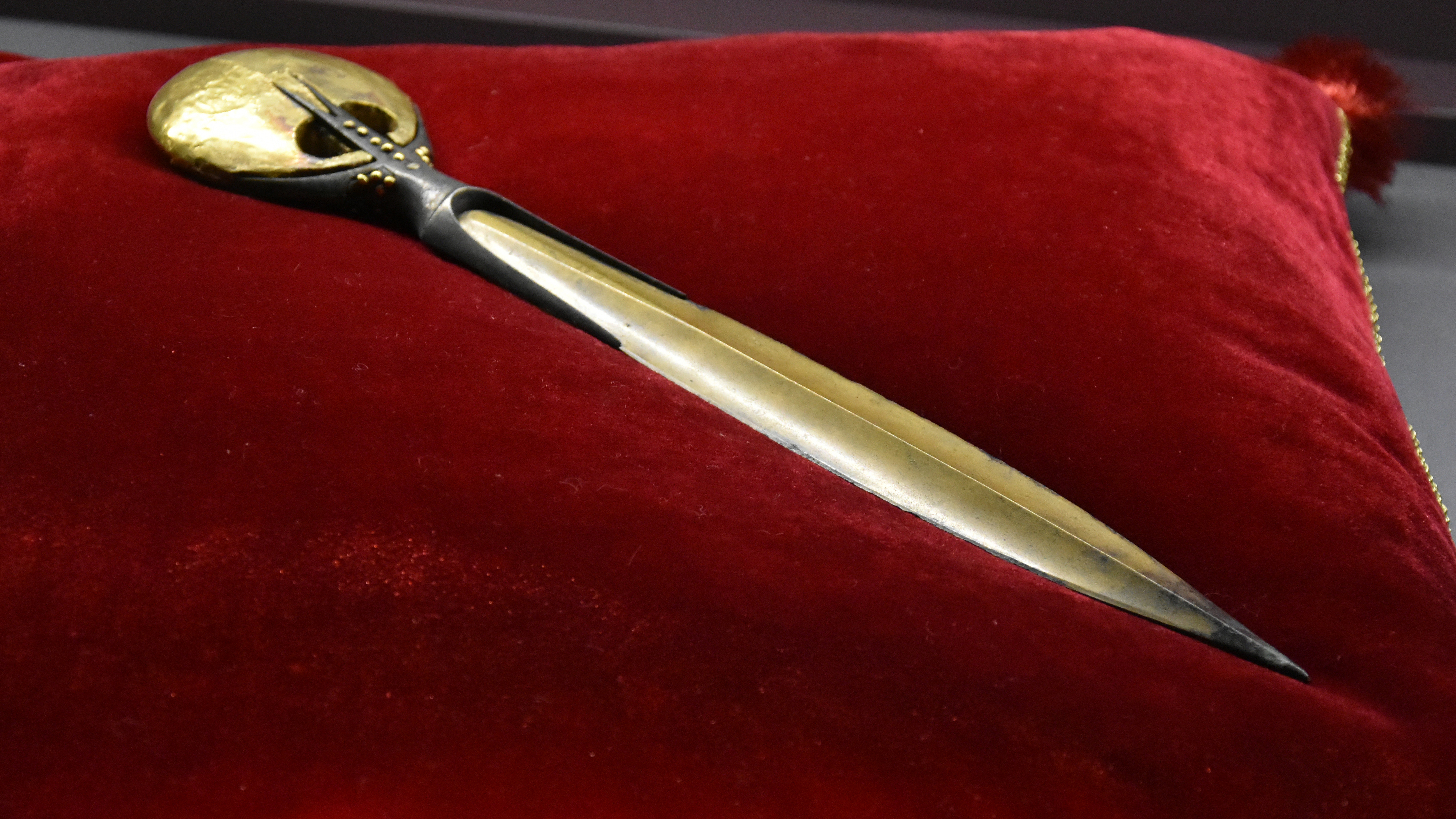
Ceremoniële dolk (hout, koper en goud, 23 cm lang) van farao Kamose (ca.1540 v.C;) die Auguste Mariette heeft opgedolven (Koninklijke Bibliotheek van België)
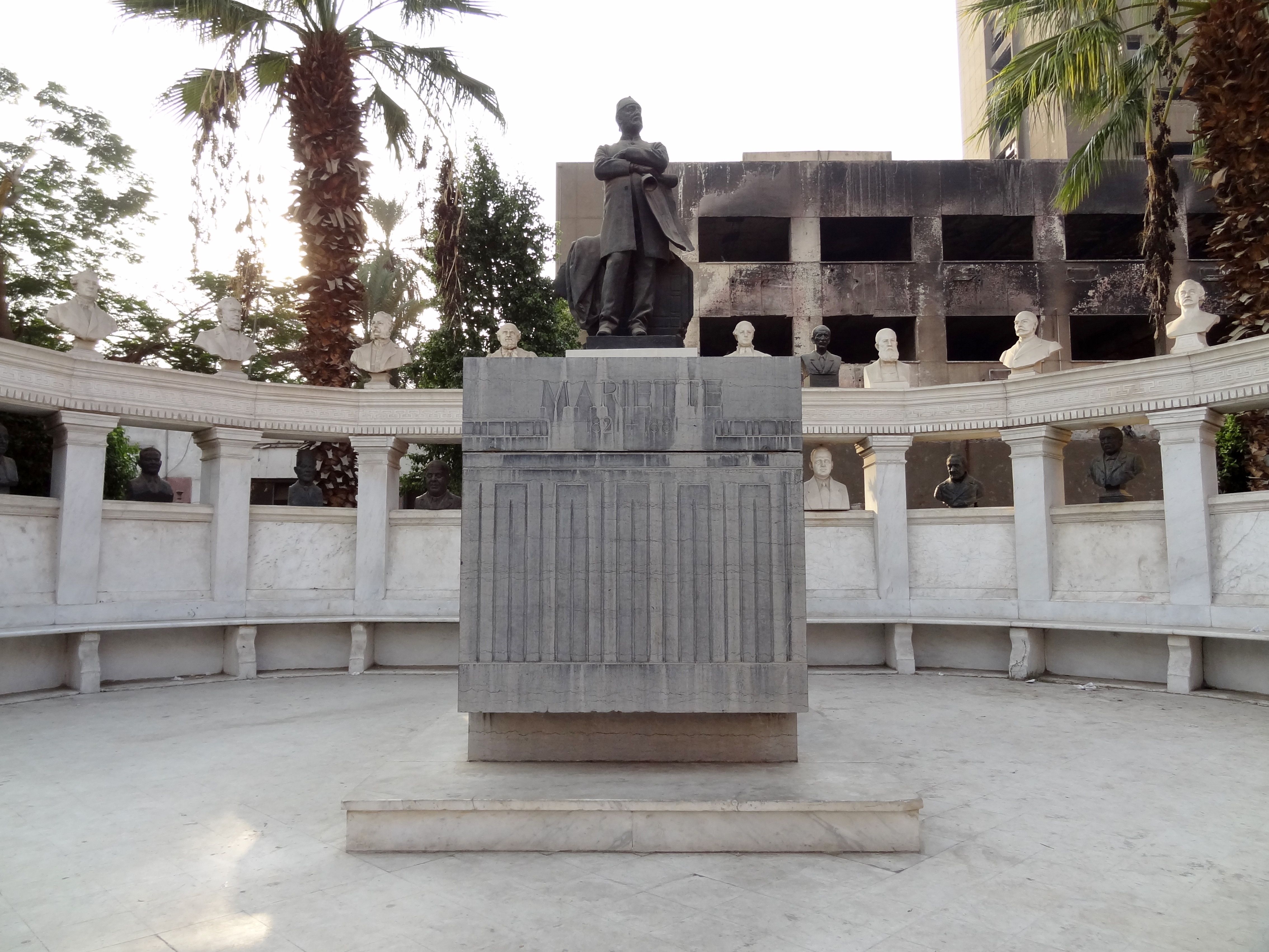
Sarcofaag en monument van Mariette op het Tahrir-plein te Caïro, Egypte.